# Oxyopes bantaengi
Oxyopes bantaengi là một loài nhện trong họ Oxyopidae.
Loài này thuộc chi Oxyopes. Oxyopes bantaengi được Anna Maria Sibylla Merian miêu tả năm 1911.